# Enboodhoo (Kaafu-atol)
Enboodhoo is een van de onbewoonde eilanden van het Kaafu-atol behorende tot de Maldiven.